# Christian Gross
Christian Gross (n. 14 august 1954) este un jucător și antrenor de fotbal elvețian.